# (52457) Enquist
(52457) Enquist ist ein im mittleren Hauptgürtel gelegener Asteroid. Er wurde am 2. Januar 1995 von dem belgischen Astronomen Eric Walter Elst am Schmidt-Teleskop des französischen Observatoire de Calern bei Grasse (IAU-Code 010) entdeckt. Eine Sichtung des Asteroiden hatte es vorher schon am 15. November 1969 unter der vorläufigen Bezeichnung 1969 VJ2 am Krim-Observatorium in Nautschnyj gegeben.
Der Asteroid gehört zur Astraea-Familie, einer Gruppe von Asteroiden, die nach (5) Astraea benannt ist.
Der mittlere Durchmesser von (52457) Enquist wurde mit 7,983 (± 0,050) Kilometer berechnet, die Albedo mit 0,045 (± 0,006).
(52457) Enquist wurde am 9. September 2014 nach der niederländischen Schriftstellerin und Dichterin Anna Enquist (* 1945) benannt. In der Widmung besonders hervorgehoben wurde ihr erster Roman Das Meisterstück aus dem Jahre 1994.